# Fletcher Markle
Fletcher Markle (né le 27 mars 1921, mort le 23 mai 1991) est un acteur et réalisateur canadien, producteur de télévision et scénariste.
Il a commencé sa carrière à la radio au Canada, avant de devenir réalisateur et producteur de cinéma et de télévision.

## Filmographie

### Producteur
- 1949 : Journey Together
- 1949 : L'Ange de la haine (Jigsaw)
- 1949 : Front Row Center
- 1951 : Grounds for Marriage
- 1958 : Panic! (1 épisode)
- 1952 : Ford Television Theatre
- 1953 : Life With Father
- 1953 : Studio One (1 épisode)
- 1955 : Front Row Center (5 épisodes)
- 1958 : Colgate Theatre (1 épisode)
- Frances Farmer Presents
- 1960 : Thriller (8 épisodes)
- 1961 : Hong Kong (5 épisodes)
- 1965 : Vacation Playhouse (1 épisode)
- 1966-1971 : Telescope (8 épisodes)

### Réalisateur
- Studio One
- Front Row Center
- 1949 : L'Ange de la haine (Jigsaw)
- 1951 : Night into Morning
- 1951 : The Man with a Cloak
- 1952 : The Ford Television Theatre (1 épisode)
- 1953 : Footlights Theater (1 épisode)
- 1955 : Front Row Center (4 épisodes)
- Rendezvous
- 1957 : The George Sanders Mystery Theater (8 épisodes)
- 1958 : Panic! (1 épisode)
- 1958 : Colgate Theatre (1 épisode)
- 1959 : Buckskin (1 épisode)
- 1960 : Thriller (1 épisode)
- 1961 : Hong Kong (1 épisode)
- Father of the Bride
- 1963 : L'Incroyable Randonnée (The Incredible Journey)
- 1965 : Vacation Playhouse (1 épisode)
- 1964-1966 : Telescope (2 épisodes)
- 1969 : Julia (2 épisodes)
- 1977 : Le Monde merveilleux de Disney (The Wonderful World of Disney) (1 épisode)

### Scénariste
- 1947 : The Lady from Shanghai
- 1949 : L'Ange de la haine (Jigsaw)
- 1964 : The Wednesday Play (1 épisode)